# Llista de governadors colonials de Moçambic

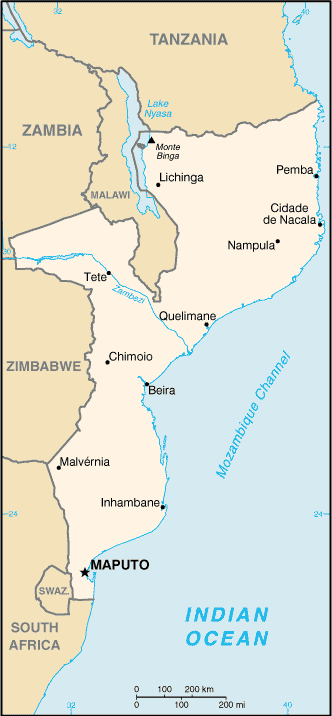
Mapa de Moçambic.

Escut de l'Àfrica Oriental Portuguesa

Aquesta és una llista dels responsables de l'administració colonial de Moçambic, des de l'inici de l'administració portuguesa, en 1501, fins a la independència, en 1975.

## Capitans de Sofala i Moçambic
| Nom                            | Inici de mandat       | Fi de mandat          |
| Sancho de Tovar                | 1501                  | 4 de maig de 1505     |
| Pêro de Anaia                  | 4 de maig de 1505     | març de 1506          |
| Manuel Fernandes               | març de 1506          | desembre de 1506      |
| Nuno Vaz Pereira               | desembre de 1506      | 8 de setembre de 1507 |
| Vasco de Abreu                 | 8 de setembre de 1507 | febrer de 1508        |
| Rui de Brito Patalim           | febrer de 1508        | 1509                  |
| António de Saldanha            | 1509                  | 24 de juny de 1512    |
| Simão de Miranda de Azevedo    | 24 de juny de 1512    | juny de 1512          |
| Sancho de Tovar                | juny de 1512          | juny de 1515          |
| Cristóvão de Távora            | juny de 1515          | juny de 1518          |
| Sancho de Tovar                | juny de 1518          | juliol de 1521        |
| Diogo de Sepúlveda             | juliol de 1521        | 1525                  |
| Lopo de Almeida                | 1525                  | 1528                  |
| António da Silveira de Meneses | 1528                  | 1531                  |
| Vicente Pegado                 | 1531                  | 1538                  |
| Aleixo Chichorro               | 1538                  | 1541                  |
| João de Sepúlveda              | 1541                  | 1548                  |
| Fernão de Sousa de Távora      | 1548                  | 1551                  |
| Diogo de Mesquita              | 1551                  | 1553                  |
| Diogo de Sousa                 | 1553                  | 1557                  |
| Sebastião de Sá                | 1557                  | 1560                  |
| Pantaleão de Sá                | 1560                  | 1564                  |
| Jerónimo Barreto               | 1564                  | 1567                  |
| Pedro Barreto Rolim            | 1567                  | 1569                  |

## Capitans generals
| Nom                               | Iníci de mandat | Fi de mandat |
| Francisco Barreto                 | 1569            | juny de 1573 |
| Vasco Fernandes Homem             | juny de 1573    | 1577         |
| Fernando de Monroy                | 1577            | 1577         |
| Simão da Silveira Pedro de Castro | 1577            | 1582         |
| Nuno Pereira                      | 1582            | 1586         |
| Jorge Telo de Meneses             | 1586            | 1589         |
| Lourenço de Brito                 | 1589            | 1590         |
| Pedro de Sousa                    | 1590            | 1595         |
| Nuno da Cunha Ataíde              | 1595            | 1598         |
| Álvaro de Abranches               | 1598            | 1601         |
| Vasco de Mascarenhas              | 1601            | 1604         |
| Sebastião de Macedo               | 1604            | 1607         |
| Estêvão de Ataíde                 | 1607            | 1609         |

## Governadors
| Nom                                                 | Inici de mandat    | Fi do mandat       |
| Nuno Álvares Pereira                                | 1609               | 1611               |
| Estêvão de Ataíde                                   | 1611               | 1612               |
| Diogo Simões de Madeira                             | 1612               | 1612               |
| João de Azevedo                                     | 1612               | 1614               |
| Rui de Melo e Sampaio                               | 1614               | 1618               |
| Nuno Álvares Pereira                                | 1618               | 1623               |
| Lopo de Almeida                                     | 1623               | 1624               |
| Diogo de Sousa de Meneses                           | 1624               | 1627               |
| Nuno Álvares Pereira                                | 1627               | 1631               |
| Cristóvão de Brito e Vasconcelos                    | 1631               | 1632               |
| Diogo de Sousa de Meneses                           | 1632               | 1633               |
| Filipe de Mascarenhas                               | 1633               | 1634               |
| Lourenço de Souto-maigr                             | 1634               | 1639               |
| Diogo de Vasconcelos                                | 1639               | 1640               |
| António de Brito Pacheco                            | 1640               | 1641               |
| Francisco da Silveira                               | 1641               | 1642               |
| Júlio Moniz da Silva                                | 1642               | 1646               |
| Fernão Dias Baião                                   | 1646               | 1648               |
| Álvaro de Sousa de Távora                           | 1648               | 1651               |
| Francisco de Mascarenhas                            | 1651               | 1652               |
| Francisco de Lima                                   | 1652               | 1657               |
| Manuel Corte-Real de Sampaio                        | 1657               | 1661               |
| Manuel de Mascarenhas                               | 1661               | 1664               |
| António de Melo e Castro                            | 1664               | 1667               |
| Inácio Sarmento de Carvalho                         | 1667               | 1670               |
| João de Sousa Freire                                | 1670               | 1673               |
| Simão Gomes da Silva                                | 1673               | 1674               |
| André Pinto da Fonseca                              | 1674               | 1674               |
| Manuel da Silva                                     | 1674               | 1676               |
| João de Sousa Freire                                | 1676               | 1682               |
| Caetano de Melo e Castro                            | 1682               | 1686               |
| Miguel de Almeida                                   | 1686               | 1689               |
| Manuel dos Santos Pinto                             | 1689               | 1692               |
| Tomé de Sousa Correia                               | 1692               | 1693               |
| Francisco Correia de Mesquita                       | 1693               | 1694               |
| Estêvão José da Costa                               | 1694               | 1695               |
| Francisco da Costa                                  | 1695               | 1696               |
| Luís de Melo Sampaio                                | 1696               | 1699               |
| Jácome de Morais Sarmento                           | 1699               | 1703               |
| João Fernandes de Almeida                           | 1703               | 1706               |
| Luís de Brito Freire                                | 1706               | 1708               |
| Luís Gonçalves da Câmara                            | 1708               | 1712               |
| João Fernandes de Almeida                           | 1712               | 1714               |
| Francisco de Mascarenhas                            | 1714               | 1716               |
| Francisco de Sotomaigr                              | 1716               | 1719               |
| Francisco de Alarcão e Sotomaigr                    | 1719               | 1722               |
| Álvaro Caetano de Melo e Castro                     | 1722               | 1723               |
| António João de Sequeira e Faria                    | 1723               | 1726               |
| António Cardim Fróis                                | 1726               | 1730               |
| António Casco de Melo                               | 1730               | 1733               |
| José Barbosa Leal                                   | 1733               | 1736               |
| Nicolau Tolentino de Almeida                        | 1736               | 1740               |
| Lourenço de Noronha                                 | 1740               | 1743               |
| Pedro do Rego Barreto da Gama e Castro              | 1743               | 1746               |
| Caetano Correia da Sá                               | 1746               | 1750               |
| Francisco de Melo e Castro                          | 1750               | març de 1758       |
| João Manuel de Melo                                 | març de 1758       | abril de 1758      |
| David Marques Pereira                               | abril de 1758      | 28 de maig de 1759 |
| Pedro de Saldanha e Albuquerque                     | 28 de maig de 1759 | març de 1763       |
| João Pereira da Silva Barba                         | 6 de març de 1763  | 1765               |
| Baltasar Manuel Pereira do Lago                     | 1765               | juny de 1779       |
| Junta administrativa provisional                    | juny de 1779       | 1780               |
| José de Vasconcelos e Almeida                       | 1780               | 1781               |
| Vicente Caetano da Maria e Vasconcelos              | 1781               | 4 de març de 1782  |
| Pedro de Saldanha e Albuquerque                     | 4 de març de 1782  | 21 d'agost de 1782 |
| Junta administrativa provisional                    | 21 d'agost de 1782 | 1786               |
| António de Melo e Castro                            | 1786               | 1793               |
| Diogo de Sousa Coutinho                             | 1793               | 1797               |
| Francisco Guedes de Carvalho Meneses da Costa       | 1797               | setembre de 1801   |
| Isidro de Sousa e Sá                                | setembre de 1801   | agost de 1805      |
| Francisco de Paula de Albuquerque do Amaral Cardoso | agost de 1805      | desembre de 1807   |
| Junta administrativa provisional                    | desembre de 1807   | 14 d'agost de 1809 |
| António Manuel de Melo e Castro de Mendonça         | 14 d'agost de 1809 | agost de 1812      |
| Marcos Caetano de Abreu e Meneses                   | agost de 1812      | febrer de 1817     |
| José Francisco de Paula Cavalcanti de Albuquerque   | febrer de 1817     | setembre de 1818   |
| Junta administrativa provisional                    | setembre de 1818   | novembre de 1819   |
| João da Costa M. Brito-Sanches                      | novembre de 1819   | juny de 1821       |
| Junta administrativa provisional                    | juny de 1821       | juny de 1824       |
| João Manuel da Silva                                | juny de 1824       | març de 1825       |
| Sebãstiao Xavier Botelho                            | 20 de març de 1825 | agost de 1829      |
| Paulo José Miguel de Brito                          | agost de 1829      | març de 1832       |
| Junta administrativa provisional                    | març de 1832       | març de 1834       |
| José Gregório Pagado                                | març de 1834       | març de 1836       |
| Junta administrativa provisional                    | març de 1836       | març de 1837       |

## Governadors generals
| #  | Nome (Naixement–Mort)                                    | Retrat | Inici de mandat | Fi de mandat    | Notes | Monarca  |
| -- | -------------------------------------------------------- | ------ | --------------- | --------------- | ----- | -------- |
| ?º | António José de Melo (1???–1???)                         |        | març de 1837    | octubre de 1837 | .     | Maria II |
| ?º | João Carlos Augusto de Oyenhausen-Gravenburg (1776–1838) |        | octubre de 1837 | març de 1838    |       | Maria II |

| Nom                                                             | Inici dr mandat      | Fi dr mandat         |
| António José de Melo                                            | març de 1837         | octubre de 1837      |
| João Carlos Augusto de Oeynhausen Gravenburg marquês de Aracati | octubre de 1837      | març de 1838         |
| A. de Ramalho de Sá (president del consell de Govern)           | març de 1838         | 25 de març de 1840   |
| Joaquim Pereira Marinho                                         | 25 de març de 1840   | maig de 1841         |
| João da Costa Xavier                                            | maig de 1841         | 15 de febrer de 1843 |
| Rodrigo Luciano de Abreu e Lima                                 | 15 de febrer de 1843 | maig de 1847         |
| Domingos Fortunato de Vale                                      | maig de 1847         | octubre de 1851      |
| Joaquim Pinto de Magalhães                                      | octubre de 1851      | abril de 1854        |
| Vasco Guedes de Carvalho e Meneses                              | abril de 1854        | setembre de 1857     |
| João Tavares de Almeida                                         | setembre de 1857     | febrer de 1864       |
| Cândido M. Montes                                               | febrer de 1864       | abril de 1864        |
| M. António do Canto e Castro                                    | abril de 1864        | octubre de 1867      |
| António Augusto de Almeida Portugal Correia de Lacerda          | octubre de 1867      | setembre de 1868     |
| Manuel Nicolau de Pontes Ataíde e Azevedo                       | setembre de 1868     | febrer de 1869       |
| António Tavares de Almeida                                      | febrer de 1869       | abril de 1869        |
| Fernão da Costa Leal                                            | abril de 1869        | desembre de 1869     |
| Ernesto Kopke da Fonseca e Gouveia                              | desembre de 1869     | juny de 1870         |
| Inácio A. Alves                                                 | juny de 1870         | agost de 1870        |
| José Rodrigues Coelho do Amaral                                 | agost de 1870        | desembre de 1873     |
| José Manuel Crispiniano da Fonseca                              | desembre de 1873     | agost de 1874        |
| José Guedes de Carvalho e Meneses                               | agost de 1874        | desembre de 1877     |
| Francisco Maria da Cunha                                        | desembre de 1877     | març de 1880         |
| Augusto César Rodrigues Sarmento                                | març de 1880         | agost de 1881        |
| Carlos Eugénio Correia da Silva visconde de Paço d'Arcos        | agost de 1881        | febrer de 1882       |
| José de Almeida d'Ávila                                         | febrer de 1882       | abril de 1882        |
| Agostinho Coelho                                                | abril de 1882        | abril de 1885        |
| Henrique Real da Silva                                          | abril de 1885        | juliol de 1885       |
| Augusto de Castilho                                             | juliol de 1885       | març de 1889         |
| José Joaquim de Almeida                                         | març de 1889         | juliol de 1889       |
| João António de Brissac das Neves Ferreira                      | juliol de 1889       | juliol de 1890       |
| Joaquim José Machado                                            | juliol de 1890       | 2 de juliol de 1891  |
| Rafael Jácome de Andrade                                        | 2 de juliol de 1891  | maig de 1893         |
| Francisco Teixeira da Silva                                     | maig de 1893         | 13 de març de 1894   |
| Joaquim da Graça Correia e Lança                                | 13 de març de 1894   | juliol de 1894       |
| Fernando de Magalhães e Menezes                                 | juliol de 1894       | març de 1895         |
| António José Enes comissário                                    | març de 1895         | desembre de 1895     |
| Joaquim da Graça Correia e Lança                                | desembre de 1895     | març de 1896         |
| Joaquim Augusto Mouzinho de Albuquerque                         | març de 1896         | novembre de 1897     |
| Baltasar Freire Cabral                                          | novembre de 1897     | agost de 1898        |
| Carlos Alberto Schultz Xavier                                   | agost de 1898        | desembre de 1898     |
| Álvaro António Ferreira                                         | desembre de 1898     | març de 1900         |
| Júlio José Marques da Costa                                     | desembre de 1898     | maig de 1900         |
| Joaquim José Machado                                            | maig de 1900         | octubre de 1900      |
| Manuel Rafael Gorjão Henriques                                  | octubre de 1900      | desembre de 1902     |
| Tomás António Garcia Rosado                                     | desembre de 1902     | febrer de 1905       |
| João de Azevedo Coutinho                                        | febrer de 1905       | octubre de 1906      |
| Alfredo Augusto Freire de Andrade                               | octubre de 1906      | novembre de 1910     |
| José de Freitas Ribeiro                                         | novembre de 1910     | maig de 1911         |
| José Francisco de Azevedo e Silva                               | maig de 1911         | febrer de 1912       |
| José Alfredo Mendes de Magalhães                                | febrer de 1912       | març de 1913         |
| Augusto Ferreira dos Santos                                     | març de 1913         | abril de 1914        |
| Joaquim José Machado                                            | abril de 1914        | maig de 1915         |
| Alfredo Baptista Coelho                                         | maig de 1915         | octubre de 1915      |
| Álvaro de Castro                                                | octubre de 1915      | abril de 1918        |
| Pedro Francisco Massano de Amorim                               | abril de 1918        | abril de 1919        |
| Manuel Luís Moreira da Fonseca                                  | abril de 1919        | març de 1921         |

### Alts comissaris i governadors generals
| Nom                                   | Inici de mandat        | Fi de mandat           |
| Manuel de Brito Camacho               | març de 1921           | setembre de 1923       |
| Manuel Luís Moreira da Fonseca        | setembre de 1923       | novembre de 1924       |
| Victor Hugo de Azevedo Coutinho       | novembre de 1924       | maig de 1926           |
| Artur Ivens Ferraz                    | maig de 1926           | novembre de 1926       |
| José Ricardo Pereira Cabral           | novembre de 1926       | abril de 1938          |
| José Nicolau Nunes de Oliveira        | abril de 1938          | 1940                   |
| José Tristão de Bettencourt           | 1940                   | 1946                   |
| Luís de Sousa e Vasconcelos e Funchal | maig de 1947           | desembre de 1948       |
| Gabriel Maurício Teixeira             | desembre de 1948       | 1958                   |
| Pedro Correia de Barros               | 1958                   | 1961                   |
| Manuel Maria Sarmento Rodrigues       | 1961                   | 1964                   |
| José Augusto da Costa Almeida         | 1964                   | 1968                   |
| Baltasar Rebelo de Sousa              | 12 de juliol de 1968   | 1970                   |
| Eduardo de Arantes e Oliveira         | 1970                   | 1972                   |
| Manuel Pimentel Pereira dos Santos    | 1972                   | 27 d'abril de 1974     |
| David Teixeira Ferreira               | 27 d'abril de 1974     | 11 de juny de 1974     |
| Henrique Soares de Melo               | 11 de juny de 1974     | 17 d'agost de 1974     |
| Jorge Ferro Ribeiro                   | 17 d'agost de 1974     | 12 de setembre de 1974 |
| Vítor Crespo                          | 12 de setembre de 1974 | 25 de juny de 1975     |